# Richard Matheson
Richard Burton Matheson (Allendale (New Jersey), 20 februari 1926 – Calabasas (Californië), 23 juni 2013) was een Amerikaans schrijver van fantasy, horror en sciencefiction. Ook is hij bekend als scriptschrijver, onder meer voor de televisieserie The Twilight Zone en de film Duel onder regie van Steven Spielberg uit 1971.
Tot Mathesons bekendste werken behoren I Am Legend (1954), The Shrinking Man (1956), A Stir of Echoes (1958), Hell House (1971) en What Dreams May Come (1978). Veel van zijn werken zijn verfilmd.

## Biografie
Matheson werd geboren in Allendale, New Jersey, als zoon van Fanny en Bertolf Matheson, beiden Noorse immigranten. Hij groeide na de scheiding van zijn ouders op bij zijn moeder in Brooklyn, waar hij studeerde aan de Brooklyn Technical High School. Tijdens de Tweede Wereldoorlog diende hij als infanteriesoldaat in het Amerikaanse leger. In 1949 haalde hij zijn bachelor in journalistiek aan de University of Missouri. Op 1 juli 1952 trouwde hij met Ruth Ann Woodson, met wie hij vier kinderen kreeg.
Mathesons eerste publicatie was het kort verhaal "Born of Man and Woman", dat in 1950 werd gepubliceerd in The Magazine of Fantasy and Science Fiction. Later dat jaar schreef hij verhalen voor het tijdschrift Galaxy Science Fiction. Tussen 1950 en 1971 publiceerde Matheson een groot aantal korte verhalen, waarin hij vaak elementen van sciencefiction, horror en fantasy vermengde. Hij was gedurende de jaren 50 en 60 lid van de Southern California School of Writers, waar ook Charles Beaumont, William F. Nolan, Ray Bradbury, Jerry Sohl, en George Clayton Johnson deel van uitmaakten. Sommige van zijn verhalen, zoals "Third from the Sun" (1950), "Deadline" (1959) en "Button, Button" (1970) zijn feitelijk sketches met een onverwachte wending aan het einde. Andere, zoals "Trespass" (1953), "Being" (1954) en "Mute" (1962), besteden veel aandacht aan het uitwerken van dilemma’s van de hoofdpersonen. 
Naast boeken schreef Matheson de scripten van 14 afleveringen van The Twilight Zone, vaak gebaseerd op zijn eigen verhalen. Tot de bekendste behoren "Steel", " Nightmare at 20,000 Feet", en " Little Girl Lost". Tevens schreef hij veel van de openings- en slotdialogen van presentator Rod Serling. Tussen 1958 en 1962 bewerkte hij de verhalen van Edgar Allan Poe tot scripten voor Roger Cormans Poe-serie, waaronder House of Usher (1960), The Pit and the Pendulum (1961) en The Raven (1963). Voor Star Trek schreef hij het script van de aflevering "The Enemy Within".
Mathesons eerste roman, Someone Is Bleeding, werd in 1953 uitgegeven door Lion Books. Andere romans uit zijn beginjaren als schrijver zijn The Shrinking Man (1956, verfilmd als The Incredible Shrinking Man) en I Am Legend (1954, meerdere malen verfilmd). Ook zijn romans What Dreams May Come, A Stir of Echoes, Bid Time Return, en Hell House werden verfilmd. Matheson gaf zelf specifieke inspiratiebronnen voor zijn verhalen op. Zo zou Duel gebaseerd zijn op een incident waarbij hij en zijn vriend Jerry Sohl bijna werden geramd door een truck, op dezelfde dag dat John F. Kennedy vermoord werd. 
Matheson stierf in zijn eigen huis op 87-jarige leeftijd.

## Erkenning
Volgens filmrecensent Roger Ebert was Mathesons wetenschappelijke benadering van bovennatuurlijke fenomenen, zoals in I Am Legend, van invloed op latere pseudorealistische romans als Rosemary's Baby en de film The Exorcist."
Stephen King noemde Matheson een van zijn belangrijkste inspiratiebronnen, en droeg zijn roman Cell op aan de schrijver. Ook filmmaker George A. Romero erkende Matheson meerdere malen als inspiratiebron, waaronder voor de zombies uit Night of the Living Dead. Anne Rice noemde Mathesons verhaal "A Dress Of White Silk" als de reden waardoor ze interesse kreeg in vampieren en sciencefiction.
Scenarioschrijver Chris Carter was een groot fan van Matheson, en vernoemde daarom het personage "Senator Richard Matheson" uit de door hem bedachte serie The X-Files naar de schrijver.

## Prijzen
Matheson kreeg in 1984 de World Fantasy Award for Life Achievement, en in 1991 de Bram Stoker Award voor zijn gehele bibliografie. 
Tijdens de World Fantasy Conventions van 1975 won hij de World Fantasy Award voor zijn verhaal Bid Time Return, en in 1989 de prijs voor beste verhalenbundel voor Richard Matheson: Collected Stories.

## Selectie werken
- Someone is Bleeding (1953) - in 1974 verfilmd als Les Seins de glace
- The last day (1953)
- Fury on Sunday (1953)
- I Am Legend (1954) - in 1964 verfilmd als The Last Man on Earth, in 1971 als The Omega Man en in 2007 als I Am Legend
- The Shrinking Man (1956)
- A Stir of Echoes (1958) - in 1999 verfilmd als Stir of Echoes
- Ride the Nightmare (1959) - in 1970 verfilmd als De la part des copains
- The Beardless Warriors (1960) - in 1967 verfilmd als The Young Warriors
- Comedy of Terrors with Elsie Lee (1964)
- Duel (1971) - verfilmd als Duel
- Hell House (1971) - in 1973 verfilmd als The Legend of Hell House
- The Night Stalker with Jeff Rice (1972)
- The Night Strangler (1973)
- Bid Time Return (1975) - in 1980 verfilmd als Somewhere in Time
- What Dreams May Come (1978) - in 1998 verfilmd als What Dreams May Come
- Earthbound (1982)
- Journal of the Gun Years (1992)
- The Gunfight (1993)
- 7 Steps to Midnight (1993)
- Shadow on the Sun (1994)
- Now You See It... (1995)
- The Memoirs of Wild Bill Hickock (1996)
- Passion Play (2000)
- Hunger and Thirst (2000)
- Camp Pleasant (2001)
- Abu and the 7 Marvels (2002)
- Hunted Past Reason (2002)
- Come Fygures, Come Shadowes (2003)
- Woman (2006)

- Bibsys: 90081040
- Biblioteca Nacional de España: XX1723647
- Bibliothèque nationale de France: cb119150697 (data)
- Catàleg d'autoritats de noms i títols de Catalunya: 981058507703406706
- CiNii: DA03691699
- Gemeinsame Normdatei: 121801764
- International Standard Name Identifier: 0000 0001 2142 0942
- Library of Congress Control Number: n79068485
- Nationale Bibliotheek van Letland: 000088642
- MusicBrainz: a8841299-b13a-43a4-a41e-01b85dcbcfde
- Bibliotheek van het Japanse parlement: 00449116
- Nationale Bibliotheek van Tsjechië: xx0014772
- Nationale bibliotheek van Australië: 35334355
- Nationale Bibliotheek van Israël: 987007499094405171
- Nationale Bibliotheek van Polen: a0000001119193
- Nationale en Universitaire bibliotheek Zagreb: 000178866
- Nederlandse Thesaurus van Auteursnamen: 072470224
- Réseau des bibliothèques de Suisse occidentale: 02-A003571828
- Istituto Centrale per il Catalogo Unico: CFIV010960
- SNAC: w6v13pr6
- Système universitaire de documentation: 027016382
- Trove: 915591
- Virtual International Authority File: 85394787
- WorldCat: E39PBJxrYpW38MM3pc7jPrv8md